# هیپاسوس ۱۷۴۹۲
سیارک ۱۷۴۹۲ (به انگلیسی: 17492 Hippasos، نامگذاری:1991XG1) هفده هزار و چهارصد و نود و دومین سیارک کشف شده‌است که در ۱۰ دسامبر ۱۹۹۱ کشف شد.
قدر مطلق سیارک برابر ۱۰٫۷۰ است.